# Torre del Reloj de Sapporo
La Torre del Reloj de Sapporo en japonés: 札幌時計台, romanizado: Sapporo tokeidai es una estructura de madera construida en 1878 por William Wheeler y situada Norte 1 - Oeste 2 (Kita 1 Nishi 2), Chūō (Sapporo) en Sapporo.
El edificio, de estilo arquitectónico estadounidense, es uno de los pocos de estilo occidental que sobreviven en Sapporo, ciudad que se desarrolló en la década de 1870 gracias a la ayuda estadounidense. La torre se ha convertido en uno de los símbolos más representativos de la ciudad y es una atracción turística, además de un destacado legado de la ayuda estadounidense a Hokkaidō durante la era Meiji.

## Historia

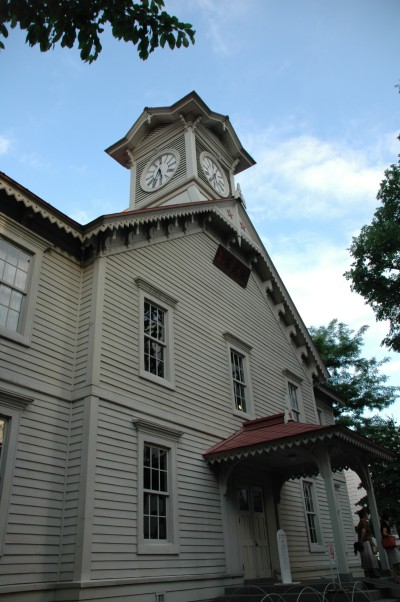
Torre del Reloj de Sapporo.

William Wheeler fue el arquitecto de la sala de entrenamiento militar del antiguo Escuela de Agricultura de Sapporo (actual Universidad de Hokkaidō) en 1878, por encargo de la Comisión de Colonización de Japón. Terminó los planos en enero y la construcción se prolongó de marzo a octubre. El reloj, fabricado por la Howard Clock Company de Boston, se entregó en 1879, pero su imponente tamaño requirió grandes obras para incorporarlo, que finalizaron en julio de 1881. Sus campanadas siguen sonando cada hora en la actualidad. El emperador Meiji visitó la ciudad y la torre en 1881.
La construcción de la torre y otros edificios de estilo occidental en Hokkaidō surgió del deseo del gobierno japonés de colonizar la isla y modernizarla. Según Yaguchi, estos edificios pretendían tanto aumentar el prestigio de las élites como impresionar a los residentes locales para que aceptaran y apoyaran la rápida modernización del país.
En 1906, la torre del reloj fue completamente reubicada aproximadamente 487 m al sur de su emplazamiento original, y se utilizó temporalmente como oficina de correos en 1907 y luego como biblioteca de 1911 a 1918. Tras la Segunda Guerra Mundial, el edificio no tuvo un uso permanente, pero fue restaurado en 1967 y 1976, y ese mismo año se inauguró oficialmente un museo. Entre 1995 y 1998 se llevaron a cabo importantes obras, incluido el refuerzo sísmico.
La torre fue declarada Bien Cultural Importante en 1970.

## Arquitectura
El edificio, de una sola planta y en forma de T, está construido en madera mediante la técnica del "balloon frame" originaria de Estados Unidos, combinada según Berque con una técnica autóctona para la estructura portante.
La planta baja consta de un vestíbulo, la escalera y cuatro salas destinadas originalmente a la enseñanza. La primera planta comprende una pequeña armería y una gran sala de entrenamiento militar dedicada a ejercicios militares para los alumnos, una idea inspirada en Estados Unidos. En el exterior, las paredes están cubiertas con tablones de madera horizontales, y la fachada principal está adornada con un gran frontón triangular.
El tamaño y la arquitectura del edificio no tenían precedentes en la época y no guardaban ninguna relación con el estilo tradicional. El contraste con los edificios de los ainus, el pueblo indígena de la isla, es aún mayor. Este tipo de torre de reloj también era nuevo en Japón, por lo que es otro ejemplo de las primeras influencias occidentales.

## Legado y mito
La carta de los ciudadanos de la ciudad, firmada en 1963, comienza con las siguientes palabras: «Nosotros, los ciudadanos de Sapporo, donde se oyen las campanadas de la torre del reloj...».
Varias novelas y películas mencionan o presentan la torre del reloj como símbolo de Sapporo, por ejemplo de los escritores Takeo Arishima, Tama Morita o Hakushū Kitahara.